# Coline Clauzure
Coline Clauzure, née le 24 septembre 1998, est une coureuse cycliste française spécialiste de VTT cross-country eliminator.

## Palmarès en VTT

### Championnats du monde
- Chengdu 2017
  - 5e du cross-country eliminator
- Chengdu 2018
  -  Championne du monde du cross-country eliminator
- Waregem 2019
  -  Médaillée de bronze du cross-country eliminator
- Barcelone 2022
  -  Médaillée d'argent du cross-country eliminator

### Coupe du monde
- Coupe du monde de cross-country eliminator
  - 2017 : 3e du classement général, vainqueur d'une manche
  - 2018 : 4e du classement général
  - 2022 : 5e du classement général, vainqueur d'une manche
  - 2023 : 6e du classement général
  - 2024 : 5e du classement général

### Championnats d'Europe
- Darfo Boario Terme 2017
  - 4e du cross-country eliminator
- Graz-Stattegg 2018
  -  Médaillée d'argent du cross-country eliminator
- Brno 2019
  -  Médaillée d'argent du cross-country eliminator

### Championnats de France
- 2017
  - 2e du cross-country eliminator
- 2018
  -  Championne de France de cross-country eliminator
  - 2e du cross-country à assistance électrique
  - 3e du cross-country marathon
- 2019
  - 2e du cross-country à assistance électrique
  - 3e du cross-country eliminator
- 2020
  - 2e du cross-country eliminator
- 2022
  -  Championne de France de cross-country eliminator